# Kathleen Kinmont
Kathleen Kinmont (ur. 3 lutego 1965 w Los Angeles) – amerykańska aktorka filmowa. Córka aktorki Abby Dalton. Najbardziej znana z ról w filmach grozy.

## Filmografia wybrana
- Laski (1984)
- Halloween 4: Powrót Michaela Myersa (1988)
- Zjadacz węży 2 (1989)
- Narzeczona reanimatora (1989) jako Gloria / Narzeczona
- Kryptonim: Alexa (1992)
- Renegat (Renegade, 1992-1997) jako Cheyenne Phillips (sezony 1-4)
- Cel: Alexa 2 (1993)